# شيلي مورتن
شيلي مورتن هي مصارعة الهواة كندية، ولدت في 24 نوفمبر 1959 في هاليفاكس في كندا.